# Yoshio Sonoda
Pour les articles homonymes, voir Sonoda.
Yoshio Sonoda, né le 30 août 1945 et mort le 29 juin 2018, est un judoka japonais. 
Il est sacré champion du monde de judo en catégorie des moins de 63 kg en 1969 à Mexico.